# Blair (Wisconsin)
Blair è un centro abitato (city) degli Stati Uniti d'America situato nella contea di Trempealeau nello Stato del Wisconsin. La popolazione era di 1,366 persone al censimento del 2010.
Blair è sulla ex linea ferroviaria della Green Bay and Western Railroad, che si estendeva giù per la valle del fiume Trempealeau fino alla città di Winona, nel Minnesota.

## Storia

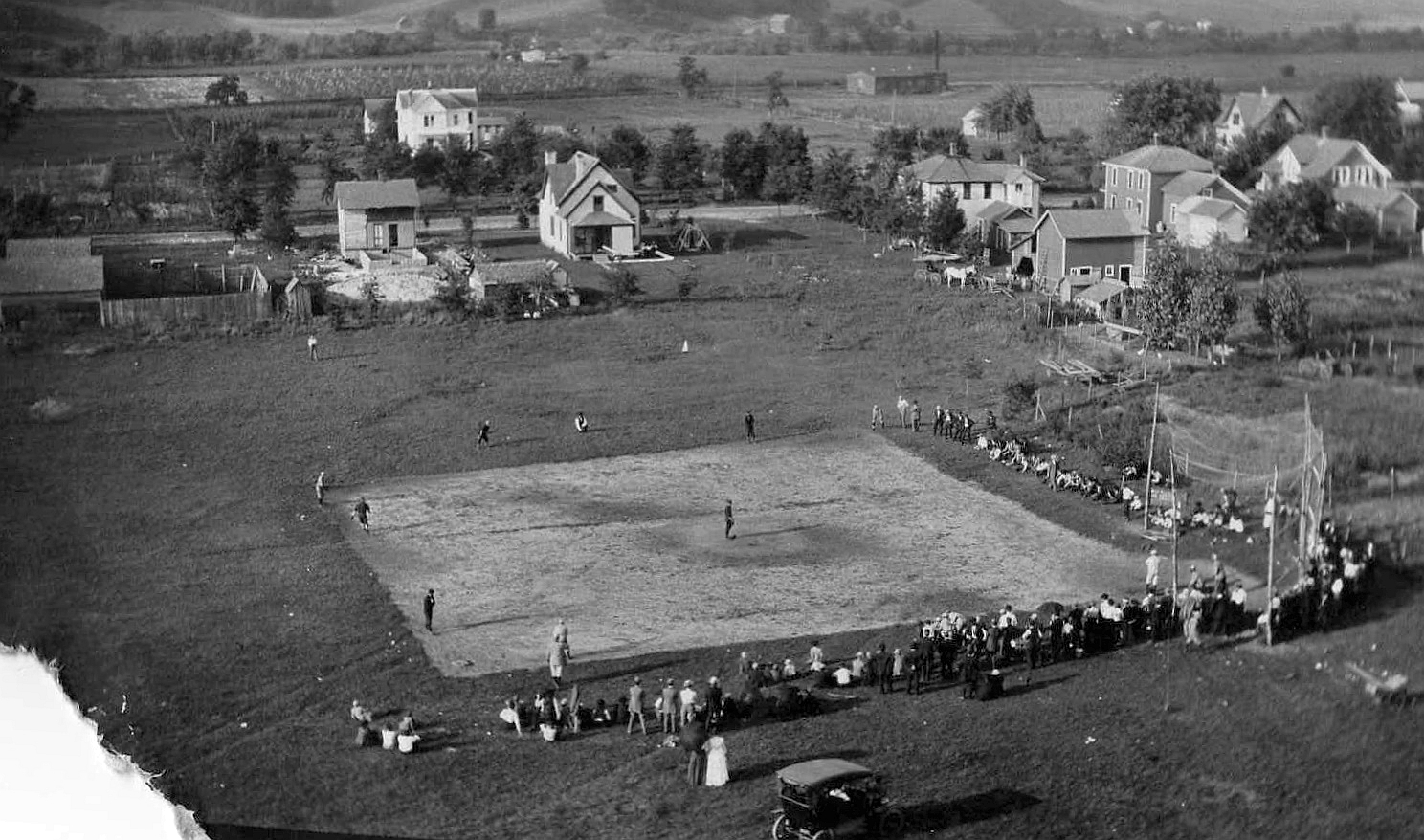
Blair vs Arcadia, 1912. Foto scattata dal campanile della vecchia scuola di Blair

La città venne colonizzata intorno al 1850. La maggior parte degli abitanti della città discendono da coloni norvegesi, con un piccolo gruppo che discende da coloni tedeschi. Il patrimonio norvegese della città è rappresentato da annuali cene di lefse e lutefisk presso le chiese e l'amore per la musica polka. Una società di lefse si trova a Blair.
Il nome della città è stato cambiato da Porterville nel 1873 quando la Green Bay and Western Railroad è stata instradata attraverso la città. Il nuovo nome di Blair è in onore di uno dei principali investitori della ferrovia, John Insley Blair. Un tempo, durante il periodo di massimo splendore delle ferrovie, una diramazione della GB&W la collegava con la vicina città di Ettrick (anche se poi venne chiusa). La ferrovia continua a funzionare, anche se con un nome diverso.
La città ha evitato il destino di alcune piccole città del Midwest che lentamente perdevano popolazione a causa dei giovani che lasciavano le città per motivi di lavoro per andare in città più grandi. La popolazione di Blair era raddoppiata tra gli anni 50 e gli anni 2000. Nel corso degli anni 50, le inondazioni annuali a causa della fusione della neve sono state spesso vissute, ma le tecniche di coltivazione di oggi fanno inondatore raramente. Recentemente, un certo numero di famiglie di agricoltori Amish si sono stabilite nella zona e le loro carrozze trainate dai cavalli sono a volte viste sulle strade.

## Geografia fisica
Secondo lo United States Census Bureau, ha un'area totale di 1,24 miglia quadrate (3,21 km²).

## Società

### Evoluzione demografica
Secondo il censimento del 2010, c'erano 1,366 persone.

### Etnie e minoranze straniere
Secondo il censimento del 2010, la composizione etnica della città era formata dal 96,6% di bianchi, lo 0,4% di afroamericani, lo 0,2% di nativi americani, lo 0,1% di asiatici, l'1,3% di altre razze, e l'1,4% di due o più etnie. Ispanici o latinos di qualunque razza erano il 3,8% della popolazione.